# Gnamptodon georginae
Gnamptodon georginae är en stekelart som först beskrevs av Van Achterberg 1983.  Gnamptodon georginae ingår i släktet Gnamptodon och familjen bracksteklar. Inga underarter finns listade i Catalogue of Life.